# Robert Vinas
Robert Vinas (Rià i Cirac, 3 de setembre del 1939) és un historiador i paleògraf nord-català que s'ha especialitzat en l'estudi dels templers, en l'obra de Jaume el Conqueridor i en les cròniques catalanes.

## Biografia
Després d'estudiar al Liceu François Arago de Perpinyà, on tingué de professors els medievalistes Marcel Durliat i Guy Romestan, cursà la carrera d'història a la Universitat de Montpeller. Fent la carrera s'inicià a la paleografia de la mà de Jean Combes, que dirigí el seu treball de diplomatura en Estudis Superiors d'Història de l'Edat Mitjana, el qual tingué per protagonista el Llibre de la Creu, el cartulari dels templers de la comanda del Mas Déu (Trullars, Rosselló).
Durant un temps exercí a l'estranger, fent de professor o dirigint seus de l'Alliance Française, al Brasil, Mèxic, Hong Kong i a Algèria. Posteriorment, treballà de director de liceu a França. De tornada a Perpinyà, es dedicà a la història, amb dedicació especial al Rosselló i a Catalunya en general. Fa conferències i programes de ràdio sobre l'orde del temple al Rosselló i sobre els reis catalano-aragonesos (especialment el rei En Jaume). A banda de diversos llibres d'història que publicà, molts en col·laboració amb la seva esposa Agnès Cavenel-Vinas (o Agnes Vinas, com signa habitualment), va ser autor de la traducció integral al francès del Llibre dels fets.
Amb la seva esposa administra i omple de continguts la plana web "mediterranees.net". Tots dos, igualment, amb Antoni Biosca i Bas de la Universitat d'Alacant, treballen actualment (2016) en una versió critica bilingüe català-francès del Llibre dels fets de Jaume I per encàrrec del CNRS de França.

## Obres
- «Un alliberament progressiu, article a "Recerca en acció"». [Consulta: 10 març 2018].
- La compagnie catalane en Orient.  Pollestres: TDO, 2012. ISBN 9782915746822.
  -  La Companyia Catalana a Orient.  Barcelona: Rafael Dalmau editor, 2017. ISBN 9788423208289.
- La conquête de Majorque par Jaume Ier le 31 décembre 1229, article i conferència a Canal Académie
- Vinas, Robert; Cavenel-Vinas, Agnès (traducció i síntesis). La conquête de Majorque textes et documents.  Perpinyà: Société agricole scientifique et littéraire des Pyrénées-Orientales, 2004. ISBN 8493325066.[2]
  - Vinas, Robert; Vinas, Agnès (traducció i adaptació). La Conquesta de Mallorca, textos i documents.  Mallorca: Moll, 2007. ISBN 9788427308855.[3]
- La croisade de 1285 en Roussillon et en Catalogne.  Pollestres: TDO Editions, 2015. ISBN 9782366521337.
- Agnes Vinas, Robert Vinas, Rodrigue Treton Donation aux Templiers, article a Bolletí de la Societat Arqueològica Lul·liana: Revista d'estudis històrics 60 (2004) p. 285-288
- Agnès i Robert Vinas L'iconographie du roi Jaume le Conquérant - Quelques pistes de synthèse
- L'infant Ferran de Majorque, 1278-1316. Entre Orient et Occident.  Pollestres: TDO, 2017. ISBN 9782366521955.
- Jacques Ier le Conquérant. Un roi méconnu au temps de saint Louis, article i conferència a Canal Académie
- Vinas, Agnès i Robert (traducció i resum). Le Livre des Faits de Jaume le Conquérant.  Perpinyà: Société agricole scientifique et littéraire des Pyrénées-Orientales, 2007.
  - Vinas, Agnès i Robert (traducció i resum); Pujol, Josep Maria (versió en català modern). El Llibre dels Fets de Jaume el Conqueridor.  Mallorca: Moll, 2008. ISBN 9788427308947.[4]
- Vinas, Agnes i Robert «La memòria del rei En Jaume». Escola catalana, núm. 452, juliol-setembre 2008.
- L'Ordre du Temple en Roussillon.  Canet de Rosselló: Trabucaire, 2001. ISBN 2912966477.
- Le procès des templiers du Roussillon Pollestres: TDO, 2009 ISBN 9782915746402
- Le roi Alphonse et le Roussillon (1172-1196), article a Bulletin de la Société agricole, scientifique et littéraire des Pyrénées-Orientales 109 (2002), p. 221-250
- Vinas, Robert, et al.. Les templiers en pays catalan. Journées d'étude, 18 et 19 janvier 1997.  Canet de Rosselló: Trabucaire, 1999. ISBN 291296606X.
  - Santandreu, Marta; Vinas, Robert (traductors). Els Templers al Rosselló.  Lleida: Pagès Editor, 2002. ISBN 8479359188.
- «Els testaments de Jaume I, article a "Recerca en acció"». [Consulta: 10 març 2018].
- Vinas, Agnes i Robert. «Traduir els "Llibre dels Fets"». A: Actes du 2e Colloque Européen d'Études Catalanes 2006 Montpellier.  Montpellier: Centre d'Études et de Recherches Catalanes, 2007. ISBN 9782878024272. Ponència
- Vinas, Agnes i Robert, Jaume 1er le Conquérant "Le Livre des Faits", Paris: Le Livre de Poche, Lettres Gothiques, setembre 2019, ISBN 978-2-253-18347-1
- Vinas Agnes i Robert, "La fin du royaume de Majorque (1339-1349) dans la Chronique de Pere le Cérémonieux" TDO Editions, mars 2022, ISBN 978-2-36652-320-1